# Outi Ojala
Outi Marjatta Ojala, née le 28 juin 1946 à Lappee et morte le 16 mai 2017 à Helsinki, est une femme politique finlandaise.

## Biographie
Outi Ojala a une formation d'infirmière.
Elle travaille près de 20 ans à l'Hôpital de Maria d'Helsinki.
Ses activités syndicales la conduiront à la politique.

## Carrière politique
Membre de l'Alliance de gauche, elle siège à l'Eduskunta de 1991 à 1996 et de 1999 à 2007 et au Parlement européen de 1996 à 1999. Elle est présidente du Conseil nordique en 2002.